# Bohdanivka, Lîpoveț
Bohdanivka (în ucraineană Богданівка) este o comună în raionul Lîpoveț, regiunea Vinnița, Ucraina, formată numai din satul de reședință.

## Demografie
Componența lingvistică a satului Bohdanivka
     Ucraineană (98,37%)
     Rusă (1,31%)
Conform recensământului din 2001, majoritatea populației satului Bohdanivka era vorbitoare de ucraineană (98,37%), existând în minoritate și vorbitori de rusă (1,31%).